# آمنة منصور القروي
آمنة منصور القروي  هي رئيسة حركة الديمقراطية للإصلاح والبناء، دخلت جامعة سترازبورغ سنة 1982 ودرست الاقتصاد والتصرف وحصلت على الأستاذية في الاختصاص المذكور سنة 1986 ثم عادت إلى تونس وكانت ترغب في دراسة المرحلة الثالثة الدكتوراه إلا أن الالتزامات العائلية حالت دون ذلك, ترشحت للانتخابات الرئاسية التونسية 2014 و هي أول امرأة في تاريخ تونس ترشح نفسها لرئاسة الجمهورية. ولكن لم يتم قبول ترشحيها و ذلك لعدم توفير الشروط اللازمة و أهمها تزكية عشرة ألف مواطن تونسية.

## الحياة الشخصية
متزوجة وأم لثلاثة أطفال،